# تیم فرمول یک ریسینگ پوینت
بی‌دبیلیوتی ریسینگ پوینت (به انگلیسی: BWT Racing Point) یک تیم مسابقه‌ای در فرمول یک بود. این تیم قبلاً ساهارا فورس ایندیا نام داشت و بعد از اینکه این تیم دو سال در فرمول یک مسابقه داد نامش به استون مارتین تغییر یافت.

## نتایج کامل فرمول یک
| سال    | شاسی   | پیشرانه                       | تایر | رانندگان      | ۱        | ۲      | ۳        | ۴         | ۵        | ۶       | ۷      | ۸       | ۹       | ۱۰       | ۱۱    | ۱۲       | ۱۳     | ۱۴      | ۱۵      | ۱۶    | ۱۷     | ۱۸    | ۱۹     | ۲۰    | ۲۱     | امتیاز | ق.س.  |
| ------ | ------ | ----------------------------- | ---- | ------------- | -------- | ------ | -------- | --------- | -------- | ------- | ------ | ------- | ------- | -------- | ----- | -------- | ------ | ------- | ------- | ----- | ------ | ----- | ------ | ----- | ------ | ------ | ----- |
| ۲۰۱۹   | آرپی۱۹ | بی‌دبلیوتی مرسدس ۱.۶ وی۶ توربو | P    |               | استرالیا | بحرین  | چین      | آذربایجان | اسپانیا  | موناکو  | کانادا | فرانسه  | اتریش   | بریتانیا | آلمان | مجارستان | بلژیک  | ایتالیا | سنگاپور | روسیه | ژاپن   | مکزیک | آمریکا | برزیل | ابوظبی | ۷۳     | هفتم  |
| ۲۰۱۹   | آرپی۱۹ | بی‌دبلیوتی مرسدس ۱.۶ وی۶ توربو | P    | سرجیو پرز     | ۱۳       | ۱۰     | ۸        | ۶         | ۱۵       | ۱۲      | ۱۲     | ۱۲      | ۱۱      | ۱۷       | ب.    | ۱۱       | ۶      | ۷       | ب.      | ۷     | ۸      | ۷     | ۱۰     | ۹     | ۷      | ۷۳     | هفتم  |
| ۲۰۱۹   | آرپی۱۹ | بی‌دبلیوتی مرسدس ۱.۶ وی۶ توربو | P    | لانس استرول   | ۹        | ۱۴     | ۱۲       | ۹         | ب.       | ۱۶      | ۹      | ۱۳      | ۱۴      | ۱۳       | ۴     | ۱۷       | ۱۰     | ۱۲      | ۱۳      | ۱۱    | ۹      | ۱۲    | ۱۳     | ۱۹†   | ب.     | ۷۳     | هفتم  |
| ۲۰۲۰   | آرپی۲۰ | بی‌دبلیوتی مرسدس ۱.۶ وی۶ توربو | P    |               | اتریش    | اشتریا | مجارستان | بریتانیا  | هفتادمین | اسپانیا | بلژیک  | ایتالیا | توسکانی | روسیه    | ایفل  | پرتغال   | ایمولا | ترکیه   | بحرین   | صخیر  | ابوظبی |       |        |       |        | ۱۹۵    | چهارم |
| ۲۰۲۰   | آرپی۲۰ | بی‌دبلیوتی مرسدس ۱.۶ وی۶ توربو | P    | سرجیو پرز     | ۶        | ۶      | ۷        | WD        |          | ۵       |        |         |         |          |       |          |        |         |         |       |        |       |        |       |        | ۱۹۵    | چهارم |
| ۲۰۲۰   | آرپی۲۰ | بی‌دبلیوتی مرسدس ۱.۶ وی۶ توربو | P    | لانس استرول   | ب.       | ۷      | ۴        | ۹         | ۶        | ۴       |        |         |         |          |       |          |        |         |         |       |        |       |        |       |        | ۱۹۵    | چهارم |
| ۲۰۲۰   | آرپی۲۰ | بی‌دبلیوتی مرسدس ۱.۶ وی۶ توربو | P    | نیکو هولکنبرگ |          |        |          | DNS       | ۷        |         |        |         |         |          | ۸     |          |        |         |         |       |        |       |        |       |        | ۱۹۵    | چهارم |
| منابع: |        |                               |      |               |          |        |          |           |          |         |        |         |         |          |       |          |        |         |         |       |        |       |        |       |        |        |       |